# 1634
1634. је била проста година.

## Смрти

### Фебруар
- 25. фебруар — Албрехт Валенштајн, бохемски војсковођа и политичар (*1583)